# Andreia C. Faria
Andreia C. Faria (Porto, 1984) é uma poetisa portuguesa.

## Percurso
Publicou em 2008 o seu primeiro livro de poemas, De haver relento (Cosmorama Edições). Seguiram-se Flúor (Textura Edições, 2013), Um pouco acima do lugar onde melhor se escuta o coração (Edições Artefacto, 2015) e Tão Bela Como Qualquer Rapaz (Língua Morta, 2017). 
Em 2019, publicou um volume com a sua obra reunida em Alegria para o fim do mundo (Porto Editora), na colecção Elogio da Sombra, coordenada por Valter Hugo Mãe, que considera que «o trabalho de Andreia C. Faria está entre os mais urgentes, magníficos, da poesia contemporânea».
Em 2020 publicou o conjunto de prosas Clavicórdio (Língua Morta). 
Um poema seu foi incluído na antologia Os Cem Melhores Poemas Portugueses dos Últimos Cem Anos (2017), organizada pelo jornalista e crítico literário José Mário Silva.
Em 2022 publico Canina na colecção de poesia da Tinta-da-China.
Em 2024 publicou Canto do Aumento (prosa, Sr. Teste).

## Prémios e Reconhecimento
Recebeu o prémio de Melhor Livro de Poesia nos Prémios Autores de 2018 da SPA - Sociedade Portuguesa de Autores com a obra Tão Bela Como Qualquer Rapaz.. Este livro foi também incluído pelo crítico e ensaísta António Guerreiro na lista dos melhores livros de poesia de 2017 do jornal Público
Foi galardoada com o Prémio Literário Fundação Inês de Castro 2019 com o livro Alegria para o fim do mundo.
Em 2022 recebeu o Prémio PEN Clube Português de Poesia pela obra Canina.
Em 2025, venceu o Prémio Literário Casino da Póvoa, atribuído na 26.ª edição do Festival Correntes d’Escritas, na Póvoa de Varzim, pela obra Canina.